# Army of Mushrooms
Army of Mushrooms je osmé studiové album izraelské skupiny Infected Mushroom.

## Senam skladeb
| Pořadí         | Název                                                                 | Délka |
| -------------- | --------------------------------------------------------------------- | ----- |
| 1.             | Never Mind                                                            | 6:05  |
| 2.             | Nothing to Say                                                        | 6:28  |
| 3.             | Send Me an Angel                                                      | 7:25  |
| 4.             | U R So Fucked                                                         | 4:41  |
| 5.             | The Rat                                                               | 7:43  |
| 6.             | Nation of Wusses                                                      | 7:02  |
| 7.             | Wanted To                                                             | 3:24  |
| 8.             | Serve My Thirst                                                       | 6:46  |
| 9.             | I Shine                                                               | 5:43  |
| 10.            | Drum n Bassa                                                          | 7:12  |
| 11.            | The Pretender (Foo Fighters cover)                                    | 6:34  |
| 12.            | The Messenger 2012 (remix jejich skladby "The Messenger" z roku 2000) | 10:38 |
| Celková délka: | Celková délka:                                                        | 79:41 |